# Lagartijo
Rafael Molina Sánchez, conocido como Lagartijo (Córdoba, 27 de noviembre de 1841-ib., 1 de agosto de 1900), fue un torero español del siglo XIX. Rafael Molina, Lagartijo está entre los cinco toreros que marcaron la evolución de la tauromaquia y el toreo de los siglos XIX y XX en España; estos grandes califas del toreo, denominados así por la crítica y los aficionados taurinos, fueron: Lagartijo, Guerrita, Rafael González Madrid, Machaquito; Manolete y Manuel Benítez, el Cordobés. En Córdoba se conoció a Rafael Molina, Lagartijo, con el sobrenombre que le dio Mariano de Cavia: el Gran Califa.
Fue discípulo del conocido matador de toros Antonio Carmona, el Gordito (1838-1920) —inventor de la suerte de banderillas al quiebro—, de quien aprendió las distintas suertes del toreo como: los cuarteos, recortes y quiebros a los quites de los toros a picadores. Rafael Molina, Lagartijo, fue conocido por su discernimiento del toro y por su entendimiento en la lidia de los mismos, aportó a la tauromaquia su sello y estilo personal toreando al natural. Destacó así mismo por la forma de colocar las banderillas en los pares de frente —conocidos modernamente como banderillas «de poder a poder»—, en los pares colocados «a topa carnero» y en la manera de colocar las banderillas con su conocido «hacer las trébedes», que consistía en aparejar las banderillas en horizontal o apuntando hacia arriba para luego ejecutar la suerte; además de destacar haciendo el «engaño de la silla». 
Lagartijo dominó la ejecución de la suerte de banderillas al quiebro, aventajando a su maestro Antonio Carmona, el Gordito. El torero por su osadía en el ruedo fue comparado  con el diestro Manuel Fuentes, Bocanegra (1837-1889) por los críticos taurinos y con Francisco Montes, Paquiro, por su técnica, en la que Lagartijo destacó por su manera de entender y desarrollar la tauromaquia.
Recibió el apodo de Lagartijo debido a su pequeña estatura y al carácter vivo y atrevido característico del torero, cualidades que le favorecieron a la hora de esquivar los envites y los derrotes de los toros, así como a la hora de adquirir la habilidad que le permitía evitar encunarse con el toro —se denomina 'encunar' al acto de coger el toro al torero entre las astas— rasgos de los cuales, según Sánchez de Neira, pudo el torero adquirir el mote.

## Biografía
Hijo del banderillero y matador de novillos Manuel Molina, Niño de Dios y de María Sánchez (casados en 1840), hermana del torilero de la plaza de toros de Córdoba del campo de la Merced, Rafael Sánchez, Poleo, los Poleo fueron una saga de torileros de Córdoba. Rafael Molina hereda tanto por la parte paterna como por la parte materna —su abuelo además fue novillero— la afición al toreo desde una edad muy temprana; Sánchez de Neira en su obra Gran diccionario Taurómaco, indica que participó en todas las lidias de novillos, vacas y becerros que pudo, tanto en el campo en tentaderos como en las plazas de toros.
Fue discípulo del torero Antonio Luque y González, el Camará, con quien profundizó en el oficio taurino. En 1852 con apenas nueve años cumplidos, Rafael Molina actuó como banderillero de cartel en la cuadrilla infantil creada por el Camará; el festejo fue organizado por el Ayuntamiento de Córdoba, su ciudad natal, con motivo de las ferias del 8 de septiembre de 1852 para recaudar fondos destinados a la construcción del Murallón de Córdoba junto al río Guadalquivir. En dicha corrida de toros se lidiaron, además de dos novillos y seis reses de la ganadería de Rafael J. Barbero que fueron toreados por los espadas José Carmona, el Panadero (Sevilla) y Antonio Ortega, este último encargado además de la cuadrilla de banderilleros compuesta por  Mariano Bejarano, Francisco Quesada, Manuel Fuentes Bocanegra, los tres con catorce años y Rafael Molina, Lagartijo, que entonces tenía nueve años como se ha indicado. Lagartijo repitió actuación con la misma cuadrilla y espadas el 26 de diciembre del mismo año en otro festejo celebrado en Córdoba, en el que se lidiaron seis novillos que fueron picados por las picadoras María Josefa López (Granada) y Tomasa García (Jerez de la Frontera). 
Con Antonio Luque, el Camará, la cuadrilla del espada toreó en las plazas de toros de Úbeda, Almagro, Ciudad Real, Jaén, Écija, en la plaza de toros de la Real Maestranza de Caballería de Granada y en Málaga; plazas en las que Lagartijo alcanzó la fama de un torero de profesión, este reconocimiento le hizo figurar como el primero de entre los banderilleros anunciados en cartel donde toreó. A partir de entonces, en 1856, Lagartijo empezó a trabajar a tiempo completo en la cuadrilla del matador José Dámaso Rodríguez, Pepete junto a Rafael Bejarano, Francisco Rodríguez, Caniqui y Manuel Fuentes, Bocanegra. Lagartijo se mantuvo en la cuadrilla de Pepete hasta 1862, cuando el diestro fallece en Madrid el 20 de abril tras una cogida del toro de la ganadería de Miura llamado Jocinero; Lagartijo pasó entonces a formar parte de la cuadrilla de José Carmona.

## Trayectoria como torero profesional

### Inicios
La primera corrida de toros oficial en la que participa Lagartijo como profesional fue el 8 de septiembre de 1859 en la que figuró como banderillero de la lidia de los seis toros. Poco después, en 1862, se integró en la cuadrilla de los hermanos Carmona  conocidos como los panaderos, primero en la de José Carmona hasta 1863 y posteriormente, el mismo año, se incorpora en la cuadrilla de Manuel Carmona. Un año después en 1864, se incorpora a la cuadrilla y a la escuela de Antonio Carmona, El Gordito, con el que Lagartijo se adiestró y toreó en España (Madrid, Sevilla, Maestranza de Ronda entre otras plazas de toros) y Portugal donde aprendió a banderillear al estilo del país luso.
En septiembre de 1862 Lagartijo se anunció como banderillero en dos corridas especiales celebradas en Sevilla en honor de la visita que los reyes Isabel II y Francisco de Asís de Borbón realizaron a Andalucía, se lidiaron dieciséis reses toreadas por los tres hermanos Carmona y Manuel Domínguez, Desperdicios como espadas. Con  los hermanos Carmona, Lagartijo depuró su estilo inicial mejorando la técnica de los quites a los picadores, banderillas al quiebro y las de parear en corto y andando, técnicas en las que Lagartijo basó su tauromaquia.
En 1863 se presentó en Madrid en la plaza de toros de la Puerta de Alcalá. Un año después, en 1864, tras una cogida en la plaza de toros de Cáceres era reconocido como torero de primera categoría y fue contratado como espada para lidiar cuatro astados en una corrida de toros que se celebró en Bujalance (Córdoba), actuación que está considerada como la primera en la que Lagartijo actuó como matador de toros. Rafael Molina continuó formando parte de la cuadrilla de Antonio Carmona, El Gordito, como banderillero durante todo el año, estoqueando en algunas ocasiones en las que le fue decida la muerte de los toros. Lagartijo dominó el manejo del capote, tanto al realizar quites de riesgo o de auxilio como en los quites del tercio de varas en los que se arriesgó e inventó lances.
El 24 de junio de 1864 Lagartijo toreó de nuevo con la cuadrilla de Antonio Carmona, El Gordito, que alternaba con Antonio Sánchez, El Tato. Ante el clamor del público gaditano el Gordito cedió a Lagartijo la muerte de uno de sus toros, cesión a la que se negó El Tato alegando que aquel toro le correspondía a él por derecho, la privación de ver estoquear a Lagartijo provocó el enfado y las protestas de los aficionados de la plaza de toros gaditana y fue el inicio de la rivalidad entre los dos toreros.
  

El 3 de julio de 1864 tras estoquear a un toro de Miura, Lagartijo recogía las ovaciones del público en los medios de la plaza de toros cuando salió al ruedo de forma inesperada un toro de la ganadería de Concha Sierra que alcanzó a coger Lagartijo. El 26 de julio del mismo año se anunció de nuevo como banderillero en Cádiz, con la cuadrilla del Gordito en una corrida de toros benéfica, organizada para crear un asilo para pobres en la que tanto el Gordito como el Tato, con sus respectivas cuadrillas,  se ofrecen a colaborar gratuitamente; todos los detalles de la organización del festejo, incluidas las referencias de las cuadrillas, se recogieron en un folleto publicado por Víctor Caballero y Valero titulado Ya tienen casa lo pobres. Tras sufrir un percance el Tato, quedaron solo Antonio Carmona y Lagartijo para lidiar los toros de la corrida, por lo que parte de los astados le fueron cedidos a Lagartijo para ser estoqueados, aumentando así su categoría como matador de toros.

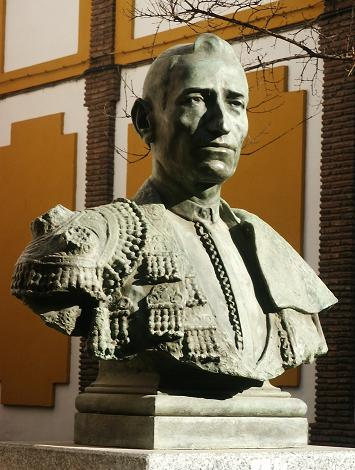
Busto de Lagartijo en la calle Osario de Córdoba.

### Alternativa
Tras una larga trayectoria de actuaciones como banderillero y matador, Lagartijo pidió la alternativa de espada. El 29 de septiembre de 1865 se anunció en el coso de Úbeda en una corrida de toros en la que se lidiaron reses portuguesas de encaste vazqueño de la ganadería de la marquesa viuda de Ontiveros; Antonio Carmona, El Gordito fue el padrino y Antonio Luque, Camará el testigo; el toro de la alternativa fue Carabuco. Lagartijo confirmó la alternativa poco después, el 15 de octubre de 1865 en Madrid con la presencia de Cayetano Sanz en la que lidiaron toros de la ganadería Gala Ortiz  procedentes del encaste castellano Jijona, el toro de la confirmación fue Barrigón.
Ya como matador de toros Lagartijo toreó en diferentes plazas de importancia. EL 29 de julio de 1866 en la plaza de toros de Cartagena, en la que Lagartijo toreó solo ya que el otro espada con el que estaba anunciado, Gonzalo Mora Donaire, acudió tarde a la plaza y el festejo se inició sin él. Del 19 al 22 de agosto de 1866, estuvo anunciado en la plaza de toros de Bilbao con Curro Cúchares, fecha en la que se inician las rivalidades entre ambos toreros. Tras la actuación de Bilbao Lagartijo padeció problemas de salud que afectaron a su torero.
De la ganadería de López Cordero, encaste Vistahermosa y vazqueño procedentes del sevillano Hidalgo Barquero, Lagartijo lidió al toro Gordito célebre por su bravura, recibió treinta varas por parte de los picadores, tras la faena del torero, Gordito, fue indultado el 20 de junio de 1869 en la real plaza de toros del Puerto de Santa María. Dos meses más tarde, el 16 de agosto de 1869, toreó en la plaza de toros de Badajoz reses de Ziguri, de encaste Vázquez; Hortelano, fue un toro de ocho años con amplios pitones y reservón, sin codicia al embestir al que Lagartijo dio muerte con una gran estocada. La cabeza disecada del astado se conserva en Museo Taurino Municipal de Córdoba.

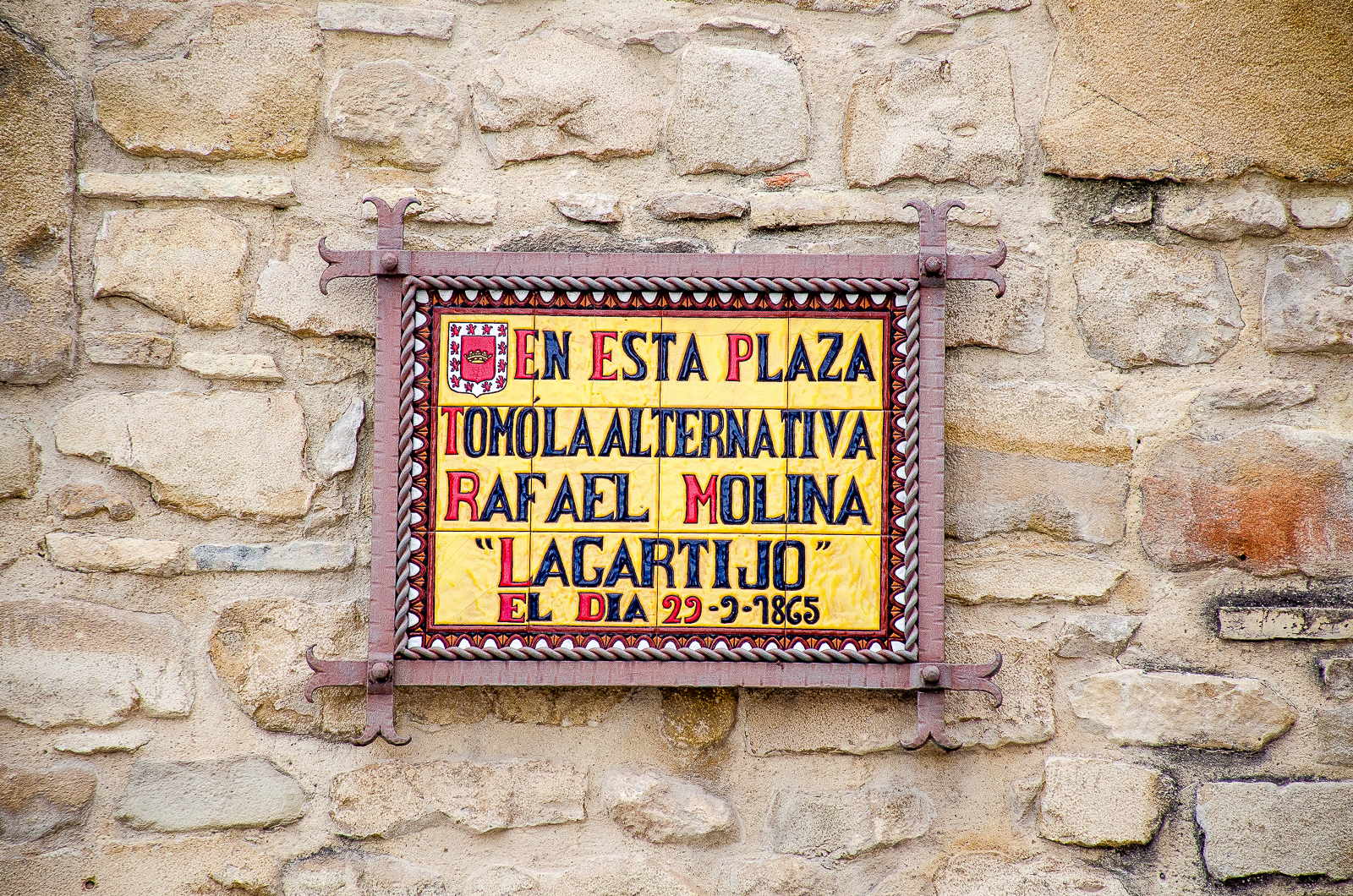
Plaza de toros de Úbeda, placa conmemorativa.

### Rivalidades
Rafael Molina, Lagartijo mantuvo diferentes pulsos con otros toreros importantes con los que compartió cartel, así aparecieron las rivalidades con Bocanegra que durarían desde los inicios de ambos como novilleros hasta 1867; con El Tato rivalizó desde que este le negara poder es toquear un toro en una actuación en Cádiz en 1864; con Cúchares desde 1866, con quien Lagartijo compitió tratando siempre de sobresalir en los ruedos rozando ambos diestros la temeridad según narra José Pérez Guzmán en Toreros cordobeses, donde el autor detalla extensamente estas rivalidades en la biografía que escribió sobre Lagartijo. En 1868 surgen los primeros duelos y la destacada rivalidad con Frascuelo, hecho que contribuyó a la difusión de la tauromaquia a través de las crónicas que se publicaron en las revistas taurinas del momento como La Lidia e inspiró a artistas como Daniel Perea (1834-1909, ilustrador taurino). La rivalidad entre ambos toreros duró durante años. Tras la retirada de Frascuelo en 1890, Lagartijo compitió con otro torero cordobés: Rafael Guerra Guerrita.

### Cima y retirada

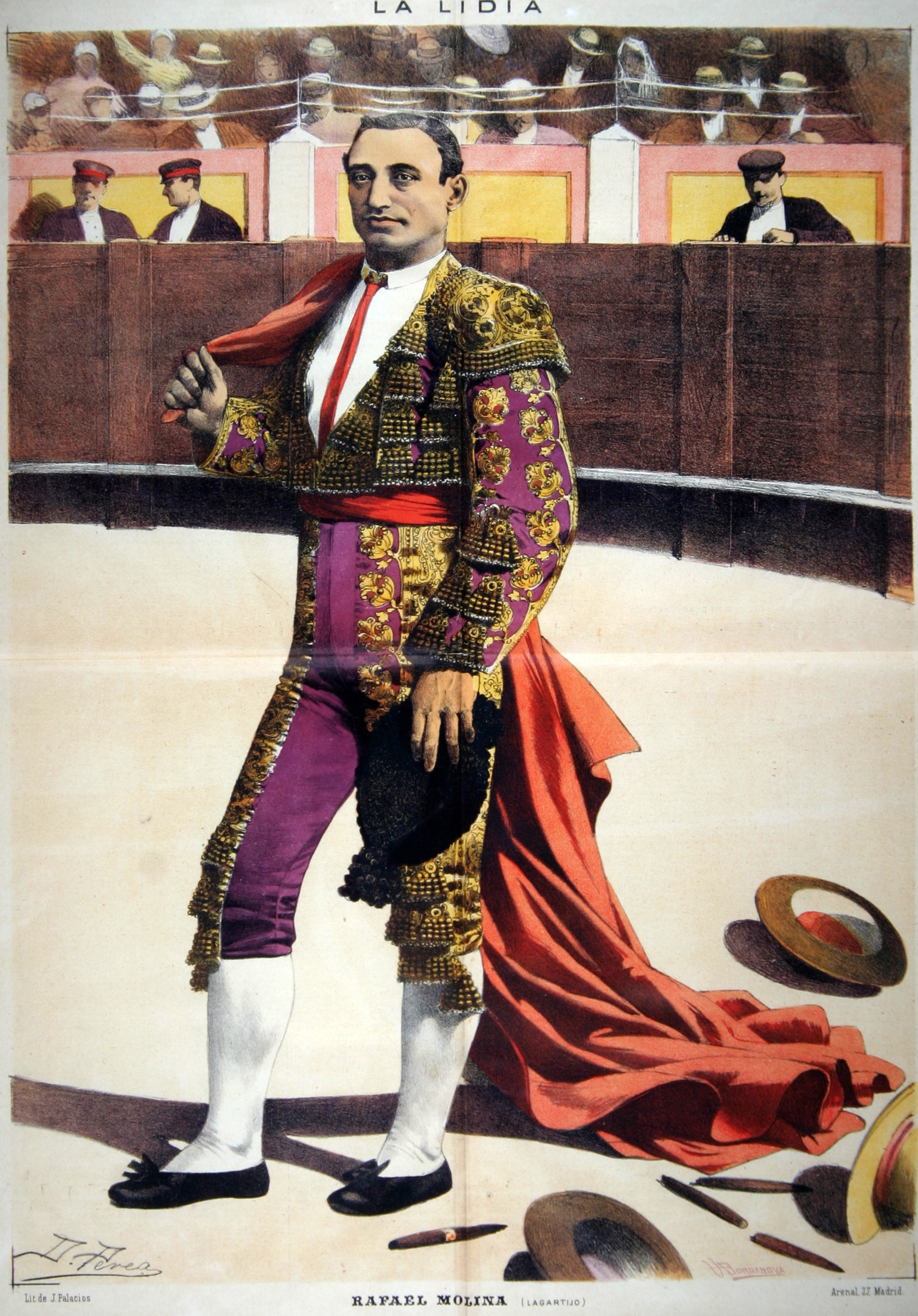
Litografía del

A partir del año 1875, el estilo de Rafael Molina se vuelve más artístico, arte que le lleva a la cima del toreo por los conocimientos aplicados a la lidia y por la perfección desarrollada en el toreo al natural, razones por las que en Córdoba se le conoce con el título honorífico de Califa del Toreo, título que solo comparten otros cuatro toreros cordobeses
De la actuación de Lagartijo en Barcelona destaca la faena realizada por el torero el 22 de agosto de 1875 en la plaza de toros El Torín al toro llamado Carretero, un astado de la ganadería aragonesa de Cipriano Ferrer; de gran volumen, que había permanecido en los corrales de la plaza durante más de dos meses. El diestro cordobés obtuvo por la lidia de Carretero una de las mayores ovaciones que se recuerdan en la ciudad catalana, antes de estoquear el público regaló al diestro un estoque de plata y una muleta con un bordado en el que se leía: «Al popular Lagartijo, el pueblo de Barcelona». Lagartijo, junto con Manolete, fue uno de los ídolos de la afición catalana. En Málaga el 3 de junio de 1877 Lagartijo se encontró en serias dificultades para estoquear a Cucharero, un toro de Anastasio Martí del que el matador conservó la cabeza para descargar sus iras en recuerdo de aquella tarde.  En 1878, el 16 de junio, a Rafael Molina, Lagartijo, le correspondió la lidia de Cachucho, uno de los toros que han pasado a la historia de la tauromaquia por su bravura. Lagartijo no pudo finalizar la  lidia de Cachucho pues tras tomar el toro dieciséis varas (de picar) con nueve caballos derribados y un total de ocho caballos cogidos, el toro llegó a la faena de muleta exhausto.
El 5 de octubre de 1879 Lagartijo actuó en la plaza de toros de Los Tejares de Córdoba, donde toreó al toro Murciélago de la ganadería de Pérez de Laborda y de casta navarra en una lidia épica en la que el toro tomó veinticuatro varas por parte del picador y al que le fue concedió el indulto; Murciélago fue adquirido por Antonio Miura como semental para su ganadería, Salvador Giménez en Los califas del toreo menciona que fue el propio Lagartijo quien regaló el toro indultado a Antonio Miura, toro del que heredan los llamados ojos de perdiz característicos de algunos de los Miuras.  La empresa constructora de coches deportivos Lamborghini rinde homenaje a Murciélago dándole el nombre del toro a uno de sus modelos. El 5 de junio de 1880 Lagartijo fue anunciado en el cartel inaugural de la plaza de toros de El Puerto de Santa María. Unos días después, el 11 de junio, torea en Madrid con motivo de la confirmación de alternativa de su hermano Manuel Molina, en la que Lagartijo fue el padrino junto con Francisco Arjona Reyes, Currito como testigo.
El 1 de abril de 1883, Lagartijo torea en Madrid al primer toro Cabrero, berrendo en negro y el tercer toro de nombre Cochinito, compartió cartel con  Francisco Arjona Reyes, Currito y el Fernando Gómez García, Gallo. Durante los siguientes años es el gran torero de la época, el 3 de mayo de 1885 torea de nuevo en Madrid alternando con Frascuelo y el Gallo, en el que Lagartijo pone once pares de banderillas y lidia el primer toro de la tarde, llamado Barbicano, un toro berrendo cárdeno, con el número 85 de la ganadería de José Orozco Ruíz (Sevilla); también torea al cuarto toro de nombre Mediosanto, número 45. El 19 de julio de 1885 vuelve a Madrid para actuar en una corrida extraordinaria con Frascuelo y el Gallo en la que lidiaron toros de la ganadería de Julio Laffitte, Lagartijo lidió el primer toro de nombre Mochilero, berrendo negro y al cuarto toro cárdeno llamado Precioso. En 1889 toreó en una de las corridas celebradas con motivo de la Exposición Universal de París compartiendo tarde con Luis Mazzantini, torero a quien Lagartijo le cedió el brindis que él mismo debía hacer a la reina Isabel, alegando ser republicano.
Hacia el final de su profesión hizo un intento de crear su propia ganadería, escogió las reses portuguesas que tuvo de Miguel I de Portugal, para unirlas con toros de l duque de Veragua (encaste Vázquez). Lagartijo se encontró con la negativa del duque a venderle ninguna de sus reses. Sería Miura quien le regalase poco después un semental, junto con reses de Laffite, el torero no estuvo muy conforme con el cruce de las reses. Presentó la corrida de toros en Madrid el 5 de junio de 1892, en la que él mismo lidió sus propias reses con gran expectación del público madrileño. El resultado fueron toros broncos y peligrosos junto con mansos que obligaron al uso de banderillas «calientes» en los toros Coral y Barrilero lidiados en tercer y cuarto lugar y ordenó poner banderillas de fuego al toro que se lidió en sexto lugar tras negarse a acudir al picador. Lagartijo ante la situación en el ruedo realizó en este sexto toro, una de las mejores faenas realizas en el tercio de banderillas que se recuerdan en la historia del toreo, recogida por diferentes cronistas taurinos, entre ellas la que Aurelio Ramírez Bernal narra es su obra Los grandes sucesos de la vida taurómaca de «Lagartijo» en la que se bautizó la faena del diestro como «La venganza sublime de un torero». Tras esta actuación Lagartijo se deshizo de toda la ganadería la mayor parte de la misma la envió al matadero, se salvaron algunas de las reses fueron vendidas antes de suceso de Madrid a Jacinto Trespalacios —se conserva algo de las reses de Lagartijo en la ganadería portuguesa Palha— y al marqués de Cúllar de Baza, poniendo así el toreo fin a su proyecto ganadero.
Rafael Molina, Lagartijo, anunció su retirada en torno al año 1892, motivo por lo que ofreció cinco corridas de toros para su despedida: en Zaragoza el 7 de mayo de 1893, en Bilbao el 11 de mayo , en Barcelona el 21 de mayo, en Valencia el 28 de mayo y por último en Madrid el 1 de junio de 1893 en la festividad de Corpus Christi. En todas las plazas obtuvo buenos resultados salvo en la de Madrid en la que lidió seis toros de la ganadería de Veragua con un mal resultado al encontrarse con toros mansos en lugar de toros bravos, Lagartijo tuvo que salir de la plaza de toros escoltado por la Guardia Civil, hecho que detalla extensamente Sánchez de Neira en el Gran diccionario taurómaco.

## Aportación a la tauromaquia
Tras la aportación de Cúchares a la tauromaquia en la que la lidia ya no se apoyaba en las suertes de capa y de varas sino que se dirigía hacia el toreo de muleta, surgieron nuevas figuras del toreo como Antonio Carmona, el Gordito —maestro de Rafael Molina, Lagartijo—, que integra el tercio de  banderillas a la lidia, dotando a este de importancia y relevancia; de esta forma queda definida la división de la lidia en los tres tercios que la componen y que se ha mantenido hasta  tiempos modernos en el siglo XXI. Con las aportaciones del Gordito se abrieron camino los nuevos lidiadores autores de una lidia completa, entre ellos destacó el papel de Rafael Molina, Lagartijo, considerado el prototipo del toreo al natural, como indica Natalio Rivas en la obra de su autoría Los toreros del Romanticismo:

«La verónica, imponiendo al viaje la línea recta para hacer pasar al toro de cabeza a rabo, rozando con el cuerpo del capeador, sin trampas ni artificios, y conservando fijos los pies, tuvo en Rafael un cultivador formidable. Lance tan lucido, cuya práctica severa aconsejó Pepe-Hillo, la enseñó a sus discípulos Capita, maestro de maestros; la perfeccionaron Cayetano Sanz y Lagartijo.»
Natalio Rivas

Para Natalio Rivas y José María de Cossío, Lagartijo fue un torero admirable lleno de genialidad que dominó los secretos de la tauromaquia con una técnica heterogénea de las largas —lance de muleta a una mano en la que se cita al toro de frente y se remata con salida natural—, lances que ejecutó con maestría, así como los recortes y las faenas de muleta que desarrolló con plasticidad y elegancia; con él se empieza a hablar del torero artístico. En la suerte de banderillas Lagartijo realizó faenas inolvidables según indica Natalio Rivas, serenas y precisas. Para José María de Cossío fue un torero completo, de carácter singular y matador decidido, con un estilo depurado que en muchas ocasiones rozó la temeridad en los ruedos.
Rafael Molina por tanto está considera como el padre de la tauromaquia que se inicia en siglo XIX y que pone un punto y aparte a la idea que se tenía de la misma hasta ese momento. Con Lagartijo se incorporan los términos de arte y plasticidad en las crónicas taurinas; es Mariano de Cavia, Sobaquillo, quien emplea ambos términos por primera vez en una crónica de la revista taurina La Lidia. De esta forma puso de manifiesto el nuevo concepto aportado por Lagartijo y que este lega a la tauromaquia para ser continuado y ampliado más tarde por Guerrita. Lagartijo además convierte la tauromaquia cordobesa en un punto de referencia al influir en la evolución de la misma, hecho por lo que está también considerado como el iniciador de la tradición taurina cordobesa que llegó a tiempos de Manuel Benítez, el Cordobés, y que aún continua.
La suerte de matar no fue una de las suertes que Lagartijo dominó, sin embargo el torero ejecutaba una media estocada de forma eficaz aunque incompleta según describe José María Cossío, conocida como Lagartijera por ser esta la forma de matar usual empleada por el diestro.

### Conclusiones
Rafael Molina, Lagartijo lidió unos cinco mil toros de diferentes y variados encastes a lo largo de su trayectoria profesional, cifras similares a las que toreó Pedro Romero, solo fue cogido en cinco ocasiones, fue un buen torero de capa y destacado banderillero, menos lucido con el estoque e inigualable en la faena de muleta. Fue conocido por el cuarteo al entrar a matar y por su famoso paso atrás; fue criticado con dureza por aquellos que eran contrarios a su forma de entender la tauromaquia llegando incluso a  exagerar los defectos del torero de forma injusta en ocasiones como lo hiciera Sánchez de Neria en sus obras entre ellas el Gran Diccionario Tauromáquico; lo cierto es que en los treinta y seis años en los que el diestro estuvo en activo fue considerado un torero de primer orden que sabía ver llegar a los toros y les consentía como ningún otro torero del momento lo hizo. Realizó con destreza la suerte de banderillas al quiebro —realizada de frente al toro— inventada por Antonio Carmona El Gordito, suerte que en esa época solo realizaban unos pocos toreros. 
De él Sentimientos dijo:

«...valiente y desahogado por su arte, andaba alrededor de los toros y los caballos», y que «llevó la competencia con Frascuelo hasta el último momento».
Sentimientos

Lagartijo  toreó con el diestro Antonio Sánchez, el Tato, en la plaza de toros de la Puerta de Alcalá (Madrid) en la corrida de toros extraordinaria celebrada el 7 de junio de 1869 en la celebración para promulgar la Constitución,  el Tato resultó cogido por el cuarto toro llamado Peregrino, al entrar a matar a volapié. Lagartijo fue el encargado de estoquear a dicho toro. Poco después tras recuperarse el Tato, en agradecimiento regaló a Lagartijo el estoque que el primero había empuñado por última vez en el ruedo con la siguiente inscripción:

«Si como dicen los filósofos, la gratitud es el tributo de las almas nobles, acepta querido Lagartijo, este presente: consérvale como sagrado depósito en gracias á que simboliza el recuerdo de mis glorias, y es á la vez testigo mudo de mi desgracia: con el maté el último toro llamado Peregrino, de D. Vicente Martínez, cuarto de la corrida verificada el 7 de junio de 1869, en cuyo acto recibí la herida que me ha producido la amputación de la pierna derecha. Ante los designios de la Providencia nada puede la voluntad de los hombres: solo le resta el conformarse á tu afectísimo amigo—Antonio Sánchez (Tato).»
Antonio Sánchez (Tato)

## Artes Plásticas

### Escultura
El Museo de Bellas Artes de Córdoba alberga un busto de Lagartijo realizado por el escultor Mateo Inurria Lainosa (1867-1924). La obra pertenece al conjunto del Depósito Inurria, se trata de una cabeza de estilo modernista realizada en el año 1903 en bronce negro mediante la técnica de fundición y vaciado, cuyas dimensiones son 35,50 centímetros de altura y 20.50 centímetros de ancho. Mateo Inurria participó en la Exposición Nacional en 1912. La crítica hace referencia a esta cabeza como el antecedente de la cabeza que el escultor realizó para el "Monumento ecuestre del Gran Capitán" en Córdoba en 1922 —no quiere decir sea la cabeza de Lagartijo la que aparece en el monumento—. Mateo Inurria no fue un aficionado a la tauromaquia, aunque sí sintió atracción por la plasticidad del torero de Rafael Molina, al que conocía. El padre de Inurria fue quien realizó el panteón funerario del torero.

### Pintura
Como muchos toreros, Lagartijo ha sido motivo de inspiración para diferentes pintores de la época y posteriores, entre ellos destacar la obra de Daniel Vázquez Díaz (1882-1969) «Las cuadrillas de Frascuelo, Lagartijo y Mazzantini» un óleo que el Museo Nacional Centro de Arte Reina Sofía adquiere en 1988 procedente de la ordenación de fondos del Museo Español de Arte Contemporáneo, MEAC. Daniel Vázquez pinta esta obra durante la guerra, los toreros son un tema recurrente para el pintor, de los que admira la plasticidad de estos.

## Literatura, Música y Poesía

### Literatura
Pío Baroja en su novela La feria de los discretos refleja la decadencia de la sociedad cordobesa de finales del siglo XIX. La acción se sitúa en la ciudad de Córdoba,  en una taberna donde el personaje de Baroja, Matapalos, que reside en el barrio del Matadero —plaza de la Merced—, habla de los toreros de su tiempo haciendo mención al diestro Rafael Molina, Lagartijo:

«Yo no le quito mérito a Lagartijo, ni a Manuel Fuentes —decía—: pero toreros como el Pachón, como Rafael Bejarano, como Pepete y como el Camará, eso ya no se ve más en el toreo.»
Pío Baroja

### Música
Juanita Reina, cantó Lagartijera por bulerías dedicada a los toreros Rafael Molina Sánchez, Lagartijo y Salvador Sánchez Povedano, Frascuelo. La canción formaba parte del espectáculo Solera de España N.º 2: La Niña de La Espuma compuesta por Antonio Quintero (1895-1977), Manuel López-Quiroga (1899-1988) y Rafael de León (1908-1982); espectáculo estrenado en el Gran Teatro de Córdoba el 20 de octubre de 1944. Lagartijera fue también interpretada en 1946 por la Niña de los Peines (1890-1969) acompañada a la guitarra por Melchor de Marchena (1907-1980).

### Poesía
Miguel de Unamuno dedicó un poema a la ciudad de Córdoba,  en la serie sobre los  pueblos de España, en uno de los poemas hace mención a Lagartijo:

CÓRDOBA

Saavedra, Lucano, Séneca,
Córdoba.
Roma canta en la mezquita
Gualdalquivir medita
el sueño de Abderramán.

La vida,  fuerza del sino,
juego en tragedia,
tragedia en juego, Lagartijo,
en las ermitas

sestean capeadores del Señor.
Miguel de Unamuno

El poeta Antonio Fernández Grilo, amigo del torero, escribió diversos poemas, entre ellos el llamado A Lagartijo, que dedicó al torero estando este aún en vida:

A «LAGARTIJO»
Le canta el pueblo en su cantar sonoro,
le adora como a Dios la tierra baja,
no hay lienzo en marco ni viñeta en caja
que no ostente su busto con decoro.

Rey de la arena, vencedor del toro,
nadie en valor ni garbo le aventaja,
y lleva entre los pliegues de su faja
la Virgen pura cincelada en oro.

Del Pretorio nació, junto a la ermita,
y es tan profundo el culto verdadero
que le rinde mi Córdoba bendita,

que cuando al redondel sale el primero,
la torre de la arábiga Mezquita

parece que se viste de torero.
Antonio Fernández Grilo